# جاستن ويلسون
جاستن ويلسون (بالإنجليزية: Justin_Wilson_) مواليد 31 يوليو 1978 في شفيلد، جنوب يوركشير، إنجلترا، كان سائق فورملا 1 بريطاني سابق.

## سباقات شارك فيها
- لو مان 24 ساعة
- البطولة الأمريكية لسباق السيارات
- سلسلة إندي كار
- إنديانابوليس 500

## وصلات خارجية
- جاستن ويلسون على موقع IMDb (الإنجليزية)
- جاستن ويلسون على موقع Racing-Reference.info (الإنجليزية)
- جاستن ويلسون على موقع DriverDB.com (الإنجليزية)
- الموقع الرسمي